# Rafael Langoni
Rafael Langoni de Mello Nunes Smith, conhecido como Rafael Langoni, é um compositor, arranjador, produtor e pianista brasileiro. Em 2016 tornou-se produtor musical da TV Globo, tendo sido responsável por trilhas de novelas e séries da emissora. Em 2019 ganhou o Grammy Latino por sua participação como arranjador no disco O Tempo é Agora do duo Anavitória. Em 2020, fundou o coletivo Moonsailor, dedicado à produção de trilhas para videogames.

## Biografia

### Início de carreira
Nascido em 1987 no Rio de Janeiro e criado em Teresópolis, região serrana do estado, Rafael cresceu em uma família musical. Durante a infância, iniciou seu aprendizado musical através do estudo do teclado, passando mais tarde ao piano clássico, enquanto paralelamente tocava em diversas bandas locais. Em 2004, aos 16 anos, Langoni compôs sua primeira trilha para um videogame.

### Estudos
Em 2005, Rafael ingressou na Escola de Música da UFRJ para cursar o bacharelado em Música com habilitação em Composição. Durante curso, Rafael teve a oportunidade de cursar um semestre de intercâmbio nos Estados Unidos, na Universidade da Virgínia Ocidental (WVU), como bolsista do programa CAPES/FIPSE.
Após a conclusão de seu bacharelado na UFRJ, Rafael foi convidado a retornar à WVU para cursar o Mestrado em Composição, como Graduate Teaching Assistant durante o período do curso (2011-13).
Em 2010, Rafael cursou a extensão em Composição para TV e Filmes no Conservatório Brasileiro de Música (CBM) no Rio de Janeiro e, em 2011, a extensão em Trilha para Cinema (Film Scoring) na Universidade da Califórnia em Los Angeles (UCLA).
Após retornar dos Estados Unidos, Langoni lecionou, entre 2013 e 2014, a disciplina Músicas para Jogos e Composição no Conservatório Brasileiro de Música.

## Carreira

### Música de concerto
Em 2012, à época cursando o mestrado na WVU, Langoni foi convidado para ser fellow composer no Seasons Music Festival Academy, em Yakima (Washington-EUA). Lá apresentou a peça “Procissão”, executada pelas cordas da Yakima Symphony Orchestra.
Em 2013, Langoni recebeu sua primeira encomenda de uma peça pelo Udi Cello Ensemble, grupo radicado no triângulo mineiro. Na ocasião Langoni escreveu a peça “Rapsúdia”, posteriormente gravada pelo conjunto em disco ao vivo, celebrando os 10 anos do grupo.

### TV Globo
Em 2011, Rafael passou a colaborar com produções da TV Globo, compondo música adicional e arranjos para diversas novelas. Em outubro de 2016, tornou-se Produtor Musical da emissora, atuando como compositor e arranjador em vários programas. Dentre seus trabalhos de destaque na Globo estão novelas como Éramos Seis (2019-20), realizada em parceria com Victor Pozas, para a qual parte das músicas foram gravadas no Estúdio Abbey Road (Londres, Reino Unido), com a participação de um sexteto liderado pela violoncelista britânica Caroline Dale; Pega Pega (2017-18), em parceria com Rogério Vaz, em que Langoni realizou gravações de parte das músicas no Esplanade Studios, em Nova Orleans (Louisiana-EUA); Nos Tempos do Imperador (em breve), em parceria com Sacha Amback, que conta com a participação de Milton Nascimento; e séries para o canal de streaming Globoplay, como Ilha de Ferro (2018-19) e Todas as Mulheres do Mundo (2019).
Além de novelas e séries, Langoni atuou também em outros programas da TV Globo. Produziu o tema da Globo para as Olimpíadas de 2016 no Rio de Janeiro e a abertura do Fantástico de 2017 e responde pela produção musical do programa Criança Esperança desde 2016.
Ao longo dos anos de TV Globo, Langoni teve diversos colaboradores frequentes. Com Sacha Amback,  trabalhou em Nos Tempos do Imperador e realizou anteriormente Novo Mundo (2017); com Victor Pozas, Éramos Seis (2019-20) e Sol Nascente (2016-17); com Iuri Cunha, Todas as Mulheres do Mundo (2019) e Gabriela (2012 remake); com Pedro Guedes, Ilha de Ferro (2018-19); com Rodolpho Rebuzzi, O Sétimo Guardião (2018); com Nani Palmeira, O Tempo Não Para (2018); com Rogério Vaz, Pega Pega (2017-18); com Rogério Vaz a Daniel Musy, Bom Sucesso (2019); e, com J. P. Mendonça, O Outro Lado do Paraíso (2018); entre outros.
Nessas produções para a TV Globo, Langoni trabalhou com diretores de grande importância para a televisão brasileira, dentre os quais estão Vinícius Coimbra e João Paulo Jabur (Nos Tempos do Imperador), Carlos Araújo e Pedro Peregrino (Éramos Seis), Allan Fiterman (O Sétimo Guardião), Luiz Henrique Rios e Marcus Figueiredo (Pega Pega) e Leonardo Nogueira (O Tempo Não Para e Sol Nascente).

### Videogames
Desde 2004 Langoni atua no segmento de música para jogos eletrônicos. Alguns de seus trabalhos de relevo como compositor nesta área são Tower57 (Pixwerk, 2016), SanctuaryRPG (Black Shell Games, 2015) e Overture (Black Shell Games, 2015). Outro destaque é Rivals of Aether (Dan Fornace, 2014-2020), no qual atuou como sound designer.
Em 2020, Langoni fundou o coletivo Moonsailor, dedicado especificamente a trilhas para videogames.Com o coletivo, Langoni realizou trilhas para jogos premiados como Pixel Ripped 1995 (ARVORE Immersive Experiences, 2019), vencedor do EVA Play Digital na categoria Best Sound Production, e Stone Story RPG (Martian Rex, 2020), vencedor do TIGA Awards de Melhor RPG, do Grande Prêmio da Audiência no Sense of Wonder Night 2019, e do Prêmio Famitsu na categoria Indie. Outros títulos realizados com o Moonsailor são Evertried (Evertried Team, em breve) e Super Magbot (Astral Pixel, em breve).

### Palestras e Workshops
Langoni é, com frequência, convidado a palestrar em festivais, instituições de ensino e eventos. Alguns destaques são Brazil’s Independent Games Festival 2020 (São Paulo-SP, 2020), Festival de Música de Penedo 2020 (Penedo-AL), no workshop Música para Games – Música Antes, durante e Pós Pandemia, promovido pela Aciub (Uberlândia-MG, 2020) , Game Audio Academy Masterclass 2019 (São Paulo-SP, 2019) , Festival Musimagem 2016 (CCBB, Belo Horizonte-MG, 2016) , Desenho de som e trilha sonora em Cinema, Games e TV (CIC-Unisul, Florianópolis-SC, 2016) , Nas Trilhas do Som e da Imagem (Uninter, Curitiba-PR, 2016) e o Festival Musimagem 2015 (CCBB, Belo Horizonte-MG, 2015).

## Discografia

### Álbuns
- Éramos Seis – Música Original de Victor Pozas e Rafael Langoni (4 volumes) (Som Livre, 2020) [18]
- O Sétimo Guardião – Música Original de Rodolpho Rebuzzi e Rafael Langoni (3 volumes) (Som Livre, 2019) [19]
- O Tempo Não para - Música Original de Nani Palmeira e Rafael Langoni (Som Livre, 2018) [20]
- Pega Pega - Música Original de Rogério Vaz e Rafael Langoni (Som Livre, 2017) [21]
- Sol Nascente - Música Original de Victor Pozas e Rafael Langoni (Som Livre, 2016) [22]

### Singles
- Éramos Seis – Abertura (Som Livre, 2019) [23]

### Com o Moonsailor
- Evertried: Kickstarter Demo Soundtrack (2020) [24]
- Pixel Ripped 1995: Original Soundtrack (2020) [25]
- Pixel Ripped 1995: Extended Soundtrack (2020) [26]
- Found Sounds (2020) [27]
- Overclocked: Original FM Soundtrack (2020) [28]
- Stone Story RPG: Original Soundtrack (2020) [29]
- Pixel Jazzed 1995: A Funky Pixel Ripped Tribute (2020) [30]
- Frontier (2020) [31]
- SanctuaryRPG: Original Soundtrack (Remasterizado) (2020) [32]
- Overture: Original Soundtrack (Remasterizado) (2020) [33]

### Participação em discos
- UDI Cello Ensemble - 10 anos [Live] (2019) – composição da faixa 5 “Rapsúdia” [34]
- Vários - Bom Sucesso - Música Original de Rogério Vaz e Daniel Musy (Som Livre, 2019) – composição das 42 faixas [35]
- Orquestra de Ouro Preto - Música para Cinema (Tratore, 2018) composição da faixa 8 “Sangue nos Olhos” [CD e DVD] [36]
- Vários - O Outro Lado do Paraíso – Música Original de João Paulo Mendonça, Rafael Langoni, Victor Pozas e Pedro Guedes (Som Livre, 2018) – composição de 10 faixas [37]
- Daniel Musy e Victor Pozas - Segundo Sol - Música Original de Daniel Musy e Victor Pozas (Som Livre, 2018) – composição de 28 faixas [38]
- Anavitória - O Tempo é Agora (Universal, 2018) – Arranjo de cordas [2]
- Vários - Novo Mundo (Som Livre, 2017) – composição das faixas 8, 10, 18, 22, 23 e 25 [39]
- Victor Pozas - I Love Paraisópolis - Trilha Original de Victor Pozas (Som Livre, 2016) – composição das faixas 29 “Emotive Rock”  e 31 “Parto dos Gêmeos” [40]
- Anavitória - Anavitória (Universal, 2016) – Arranjo de cordas [2]

## Trilha Sonora

### Televisão

#### Composição/Produção
- Nos Tempos do Imperador (com Sacha Amback) – Novela (TV Globo, em breve) [41]
- Éramos Seis (com Victor Pozas) – Novela (TV Globo, 2019-20) [42]
- Todas as Mulheres do Mundo (com Iuri Cunha) – Série (Globoplay, 2019) [43]
- Ilha de Ferro (com Pedro Guedes) – Série (Globoplay, 2018-19) [44]
- O Sétimo Guardião (com Rodolpho Rebuzzi) – Novela (TV Globo, 2018) [45]
- O Tempo Não Para (com Nani Palmeira) – Novela (TV Globo, 2018) [46]
- Pega Pega (com Rogerio Vaz) – Novela (TV Globo, 2017-18) [47]
- Sol Nascente (com Victor Pozas) – Novela (TV Globo, 2016-17) [48]

#### Produção/Arranjo
- Criança Esperança – evento beneficente da Globo/UNESCO (2016-20) [2]
- Abertura do Fantástico 2017 (TV Globo, 2017) [49]
- Olimpíadas Rio 2016, Tema Oficial da Globo (TV Globo, 2016) [2]

#### Música adicional/Arranjo
- Bom Sucesso (Rogerio Vaz & Daniel Musy, Novela, TV Globo, 2019-20) [35]
- O Outro Lado do Paraíso (J. P. Mendonça, Novela, TV Globo, 2018) [37]
- Segundo Sol (Daniel Musy & Victor Pozas, Novela, TV Globo, 2018) [38]
- Novo Mundo (Sacha Amback, Novela, TV Globo, 2017) [50]
- Liberdade, Liberdade (Sacha Amback, Novela, TV Globo, 2016) [51]
- Totalmente Demais (Rogerio Vaz, Novela, TV Globo, 2015-16) [52]
- Verdades Secretas (J. P. Mendonça, Novela, TV Globo, 2015) [53]
- I Love Paraisópolis (Victor Pozas, Novela, TV Globo, 2015) [40]
- Império (Rodolpho Rebuzzi, Novela, TV Globo, 2014-2015) [54]
- Amor à Vida (Iuri Cunha, Novela, TV Globo, 2013) [55]
- Sangue Bom (Victor Pozas, Novela, TV Globo, 2013) [56]
- Gabriela (Iuri Cunha, Novela, TV Globo, 2012 remake) [57]
- O Astro (Iuri Cunha, Novela, TV Globo, 2011 remake) [58]
- Fina Estampa (Victor Pozas & J. P. Mendonça, Novela, TV Globo, 2011) [59]

### Videogames

#### Com o Moonsailor
- Super Magbot (Astral Pixel, em breve) [60]
- Evertride (Evertried Team, em breve) [61]
- Stone Story RPG (Martian Rex, 2020) [62]
- Overclocked (Magnesium Ninja, 2020) [63]
- Pixel Ripped 1995 (ARVORE Immersive Experiences, 2019) [64]

#### Solo
- Rivals of Aether (Dan Fornace, 2014-2020) (Sound Designer) [65]
- Tower57 (Pixwerk, 2016) [66]
- 99 Vidas: O Jogo (Quantix Games, 2016) [67]
- Overture (Black Shell, 2015) [68]
- SanctuaryRPG (Black Shell, 2015) [69]

## Outras Produções
- Drão (música de Milton Nascimento, 2020) – Arranjo (com Dudu Viana) [70]
- Cais (música de Milton Nascimento e Ronaldo Bastos, 2020) – Produtor Musical (com Sacha Amback) [5]
- Desconstrução (música de Tiago Iorc, 2019) – Arranjo e produção musical  - Grammy de melhor canção de língua portuguesa
- Ana e Vitória (filme longa metragem, dir. Matheus Souza, 2018) – Compositor/Arranjador [71]
- Mais Bonito Não Há (música de Tiago Iorc e Milton Nascimento, 2017) – Arranjador
- O Camareiro (peça teatral com Tarcísio Meira e Kiko Mascarenhas, 2016-2020) – Compositor [72]
- Tempo Perdido (música de Tiago Iorc, 2013) – Arranjo de cordas (com Victor Pozas) [73]

## Prêmios e Indicações
| Ano  | Prêmio                       | Categoria                                           | Indicação         | Resultado | Participação                  | Ref.   |
| ---- | ---------------------------- | --------------------------------------------------- | ----------------- | --------- | ----------------------------- | ------ |
| 2020 | EVA Play 2020 Digital Awards | Best Sound Production                               | Pixel Ripped 1995 | Venceu    | Compositor (com o Moonsailor) | [ 74 ] |
| 2019 | Grammy Latino                | Melhor Álbum Pop Contemporâneo em Língua Portuguesa | O Tempo é Agora   | Venceu    | Arranjador                    | [ 75 ] |
| 2016 | Prêmio Shell                 | Melhor Música                                       | O Camareiro       | Indicado  | Compositor                    | [ 76 ] |
| 2015 | Prêmio Melhores do Ano       | Melhor Trilha Sonora                                | Verdades Secretas | Venceu    | Arranjador e instrumentista   | [ 77 ] |